# Astragalus gaubae
Astragalus gaubae es una especie de planta del género Astragalus, de la familia de las leguminosas, orden Fabales.

## Distribución
Astragalus gaubae se distribuye por Irán.

## Taxonomía
Fue descrita científicamente por Bornm. Fue publicada en Repert. Spec. Nov. Regni Veg. 50: 161 (1941).